# Chelonarium ohbayashii
Chelonarium ohbayashii là một loài bọ cánh cứng trong họ Chelonariidae. Loài này được Satô miêu tả khoa học đầu tiên năm 1964.